# 86. ceremonia wręczenia Oscarów
86. ceremonia wręczenia Oscarów (nagród Amerykańskiej Akademii Sztuki i Wiedzy Filmowej) za rok 2013 odbyła się 2 marca 2014 w Dolby Theatre w Hollywood. W USA ceremonię transmitowała stacja ABC Network, a w Polsce telewizja Canal+ i Program Trzeci Polskiego Radia.
Prowadzącą tej gali Oscarów była gwiazda telewizyjnych talk-show Ellen DeGeneres.
5 września 2013 r. Akademia ogłosiła trzech laureatów, którzy zostali uhonorowani Honorowym Oscarem za całokształt twórczości. Byli to: aktorka Angela Lansbury, komik Steve Martin i projektant kostiumów Piero Tosi. Ponadto Angelina Jolie została uhonorowana Nagrodą Humanitarną im. Jeana Hersholta za swoją działalność charytatywną.

## Nominowani

### Najlepszy film
- Brad Pitt, Dede Gardner(inne języki), Jeremy Kleiner(inne języki), Steve McQueen i Anthony Katagas(inne języki) − Zniewolony. 12 Years a Slave
  - Charles Roven(inne języki), Richard Suckle(inne języki), Megan Ellison i Jonathan Gordon(inne języki) − American Hustle: Jak się skubie w Ameryce
  - Scott Rudin, Dana Brunetti(inne języki) i Michael De Luca(inne języki) − Kapitan Phillips
  - Albert Berger(inne języki) i Ron Yerxa(inne języki) − Nebraska
  - Gabrielle Tana(inne języki), Steve Coogan i Tracey Seaward(inne języki) − Tajemnica Filomeny
  - Robbie Brenner(inne języki) i Rachel Winter(inne języki) − Witaj w klubie
  - Alfonso Cuarón i David Heyman − Grawitacja
  - Megan Ellison, Spike Jonze i Vincent Landay(inne języki) − Ona
  - Martin Scorsese, Leonardo DiCaprio, Joey McFarland(inne języki) i Emma Tillinger Koskoff(inne języki) – Wilk z Wall Street

### Najlepszy film nieanglojęzyczny
- Włochy • Paolo Sorrentino − Wielkie piękno
  -  Belgia • Felix Van Groeningen − W kręgu miłości
  -  Kambodża • Rithy Panh − Brakujące zdjęcie
  -  Dania • Thomas Vinterberg − Polowanie
  -  Palestyna • Hany Abu-Assad − Omar(inne języki)

### Najlepszy reżyser
- Alfonso Cuarón − Grawitacja
  - Steve McQueen − Zniewolony. 12 Years a Slave
  - Alexander Payne − Nebraska
  - David O. Russell − American Hustle: Jak się skubie w Ameryce
  - Martin Scorsese − Wilk z Wall Street

### Najlepszy scenariusz oryginalny
- Spike Jonze − Ona
  - Eric Warren Singer(inne języki) i David O. Russell − American Hustle: Jak się skubie w Ameryce
  - Woody Allen − Blue Jasmine
  - Craig Borten(inne języki) i Melisa Wallack(inne języki) − Witaj w klubie
  - Bob Nelson(inne języki) − Nebraska

### Najlepszy scenariusz adaptowany
- John Ridley(inne języki) − Zniewolony. 12 Years a Slave
  - Richard Linklater, Julie Delpy i Ethan Hawke − Przed północą
  - Billy Ray − Kapitan Phillips
  - Steve Coogan i Jeff Pope − Tajemnica Filomeny
  - Terence Winter(inne języki) − Wilk z Wall Street

### Najlepszy aktor pierwszoplanowy
- Matthew McConaughey − Witaj w klubie
  - Christian Bale − American Hustle: Jak się skubie w Ameryce
  - Bruce Dern − Nebraska
  - Leonardo DiCaprio − Wilk z Wall Street
  - Chiwetel Ejiofor − Zniewolony. 12 Years a Slave

### Najlepsza aktorka pierwszoplanowa
- Cate Blanchett − Blue Jasmine
  - Amy Adams − American Hustle: Jak się skubie w Ameryce
  - Sandra Bullock − Grawitacja
  - Judi Dench − Tajemnica Filomeny
  - Meryl Streep − Sierpień w hrabstwie Osage

### Najlepszy aktor drugoplanowy
- Jared Leto − Witaj w klubie
  - Barkhad Abdi − Kapitan Phillips
  - Bradley Cooper − American Hustle: Jak się skubie w Ameryce
  - Michael Fassbender − Zniewolony. 12 Years a Slave
  - Jonah Hill − Wilk z Wall Street

### Najlepsza aktorka drugoplanowa
- Lupita Nyong’o − Zniewolony. 12 Years a Slave
  - Sally Hawkins − Blue Jasmine
  - Jennifer Lawrence − American Hustle: Jak się skubie w Ameryce
  - Julia Roberts − Sierpień w hrabstwie Osage
  - June Squibb − Nebraska

### Najlepsza muzyka
- Steven Price − Grawitacja
  - John Williams − Złodziejka książek
  - William Butler i Owen Pallett − Ona
  - Alexandre Desplat − Tajemnica Filomeny
  - Thomas Newman − Ratując pana Banksa

### Najlepsza piosenka
- Let It Go z filmu Kraina lodu − muzyka i słowa: Kristen Anderson-Lopez(inne języki) i Robert Lopez(inne języki)
  - Alone Yet Not Alone z filmu Alone Yet Not Alone(inne języki) − muzyka: Bruce Broughton; słowa: Dennis Spiegel(inne języki)
  - Happy z filmu Minionki rozrabiają − muzyka i słowa: Pharrell Williams
  - The Moon Song z filmu Ona − muzyka: Karen O; słowa: Karen O i Spike Jonze
  - Ordinary Love z filmu Mandela: Droga do wolności − muzyka: Paul „Bono” Hewson, David „The Edge” Evans, Adam Clayton i Larry Mullen; słowa: Paul „Bono” Hewson

### Najlepsze zdjęcia
- Emmanuel Lubezki − Grawitacja
  - Philippe Le Sourd(inne języki) − Wielki mistrz(inne języki)
  - Bruno Delbonnel − Co jest grane, Davis?
  - Phedon Papamichael(inne języki) − Nebraska
  - Roger Deakins − Labirynt

### Najlepsza scenografia i dekoracja wnętrz
- Catherine Martin (scenografia) i Beverley Dunn (dekoracja wnętrz) − Wielki Gatsby
  - Judy Becker (scenografia) i Heather Loeffler (dekoracja wnętrz) − American Hustle: Jak się skubie w Ameryce
  - Andy Nicholson(inne języki) (scenografia) i Rosie Goodwin(inne języki) i Joanne Woollard(inne języki) (dekoracja wnętrz) − Grawitacja
  - K.K. Barrett(inne języki) (scenografia) i Gene Serden(inne języki) (dekoracja wnętrz) − Ona
  - Adam Stockhausen (scenografia) i Alice Baker (dekoracja wnętrz) − Zniewolony. 12 Years a Slave

### Najlepsze kostiumy
- Catherine Martin − Wielki Gatsby
  - Michael Wilkinson − American Hustle: Jak się skubie w Ameryce
  - William Chang Suk Ping(inne języki) − Wielki mistrz(inne języki)
  - Michael O’Connor − Kobieta w ukryciu(inne języki)
  - Patricia Norris − Zniewolony. 12 Years a Slave

### Najlepsza charakteryzacja
- Adruitha Lee(inne języki) i Robin Mathews(inne języki) − Witaj w klubie
  - Stephen Prouty(inne języki) − Jackass: Bezwstydny dziadek(inne języki)
  - Joel Harlow(inne języki) i Gloria Pasqua-Casny(inne języki) − Jeździec znikąd

### Najlepszy montaż
- Alfonso Cuarón i Mark Sanger(inne języki) − Grawitacja
  - Jay Cassidy, Crispin Struthers(inne języki) i Alan Baumgarten(inne języki) − American Hustle: Jak się skubie w Ameryce
  - Christopher Rouse(inne języki) − Kapitan Phillips
  - John Mac McMurphy i Martin Pensa(inne języki) − Witaj w klubie
  - Joe Walker − Zniewolony. 12 Years a Slave

### Najlepszy montaż dźwięku
- Glenn Freemantle − Grawitacja
  - Steve Boeddeker(inne języki) i Richard Hymns(inne języki) − Wszystko stracone
  - Oliver Tarney(inne języki) − Kapitan Phillips
  - Brent Burge(inne języki) − Hobbit: Pustkowie Smauga
  - Wylie Stateman(inne języki) − Ocalony

### Najlepszy dźwięk
- Skip Lievsay(inne języki), Niv Adiri(inne języki), Christopher Benstead(inne języki) i Chris Munro(inne języki) − Grawitacja
  - Chris Burdon(inne języki), Mark Taylor(inne języki), Mike Prestwood Smith(inne języki) i Chris Munro(inne języki) − Kapitan Phillips
  - Christopher Boyes(inne języki), Michael Hedges(inne języki), Michael Semanick(inne języki) i Toy Johnson(inne języki) − Hobbit: Pustkowie Smauga
  - Skip Lievsay(inne języki), Greg Orloff(inne języki) i Peter F. Kurland(inne języki) − Co jest grane, Davis?
  - Andy Koyama(inne języki), Beau Borders(inne języki) i David Brownlow(inne języki) − Ocalony

### Najlepsze efekty specjalne
- Tim Webber(inne języki), Chris Lawrence(inne języki), Dave Shirk(inne języki) i Neil Corbould(inne języki) − Grawitacja
  - Joe Letteri(inne języki), Eric Saindon(inne języki), David Clayton(inne języki) i Eric Reynolds(inne języki) − Hobbit: Pustkowie Smauga
  - Christopher Townsend(inne języki), Guy Williams(inne języki), Erik Nash(inne języki) i Dan Sudick(inne języki) − Iron Man 3
  - Tim Alexander(inne języki), Gary Brozenich(inne języki), Edson Williams(inne języki) i John Frazier(inne języki) − Jeździec znikąd
  - Roger Guyett(inne języki), Patrick Tubach(inne języki), Ben Grossmann(inne języki) i Burt Dalton(inne języki) − W ciemność. Star Trek

### Najlepszy długometrażowy film animowany
- Chris Buck(inne języki), Jennifer Lee(inne języki) i Peter Del Vecho(inne języki) − Kraina lodu
  - Kirk DeMicco(inne języki), Chris Sanders(inne języki) i Kristine Belson(inne języki) − Krudowie
  - Pierre Coffin, Chris Renaud(inne języki) i Chris Meledandri(inne języki) − Minionki rozrabiają
  - Benjamin Renner(inne języki) i Didier Brunner(inne języki) − Ernest i Celestyna
  - Hayao Miyazaki i Toshio Suzuki − Zrywa się wiatr

### Najlepszy krótkometrażowy film animowany
- Laurent Witz(inne języki), Alexandre Espigares(inne języki) − Pan Hublot
  - Daniel Sousa, Dan Golden(inne języki) − Feral(inne języki)
  - Lauren MacMullan(inne języki), Dorothy McKim(inne języki) − Koń by się uśmiał(inne języki)
  - Shuhei Morita(inne języki) − Tsukumo
  - Max Lang(inne języki), Jan Lachauer(inne języki) − Miejsce na miotle

## Podsumowanie wyróżnień
Liczba nominacji
(Ograniczenie do dwóch nominacji)
10 : Grawitacja, American Hustle: Jak się skubie w Ameryce
9 : Zniewolony. 12 Years a Slave
6 : Nebraska, Witaj w klubie, Kapitan Phillips
5 : Wilk z Wall Street, Ona
4 : Tajemnica Filomeny
3 : Blue Jasmine, Hobbit: Pustkowie Smauga
2 : Co jest grane, Davis?, Wielki mistrz, Jeździec znikąd, Ocalony, Wielki Gatsby, Minionki rozrabiają, Kraina lodu
Liczba statuetek
(Ograniczenie do dwóch)
7 : Grawitacja
3 : Witaj w klubie, Zniewolony. 12 Years a Slave
2 : Kraina lodu, Wielki Gatsby